# Herpesvirus boví de tipus 2
L'herpesvirus boví de tipus 2 (HVB-2) pertany a la família Herpesviridae, concretament a la subfamília Alphaherpesvirinae i al gènere Simplexvirus. És l'agent responsable de la mastitis ulcerativa bovina i de la pseudodermatosi nodular contagiosa (pseudolumpy skin disease o "PLSD" en anglès)
Les primeres referències d'aquest virus consten del 1966 quan un grup d'investigadors de la Facultat de Veterinària de Glasgow (Martin et al.) va postular que la mastitis ulcerativa bovina era causada per un herpesvirus.

## Història
L'herpesvirus boví de classe 2 va ser aïllat per primera vegada de bestiar boví de Sud Àfrica, per Alexander et. al, que presentava una malaltia semblant a la dermatosi nodular contagiosa però més lleu.
El 1964, Martin et al, va descriure una nova malaltia del bestiar boví, l'anomenada mamilitis ulcerativa bovina. La malaltia en qüestió d'on va ser aïllat el virus es va produir a la tardor del 1963 a diferents granges de l'oest d'Escòcia. Aquest virus van veure que era molt semblant a l'aïllat a Sud Àfrica anys enrere i no van saber diferenciar-lo d'aquell.
Independentment d'aquests dos equips d'investigació, ja el 1960 Huygelen va descriure que s'havia aïllat un virus de bestiar boví de l'Àfrica central. Els animals tenien lesions al braguer i a les mamelles. Posteriorment, es va confirmar que aquest virus era igual que el descrit a Sud Àfrica.
Més recentment, diferents estudis han confirmat que el virus de la mastitis ulcerativa bovina i la pseudodermatosi nodular contagiosa són serològicament idèntics.

## Morfologia
L'herpesvirus boví de tipus 2 té el genoma compost per una doble cadena d'ADN que representa un 8,6% del pes molecular del virus. El seu pes molecular està al voltant dels 92-102 Kpb i té un diàmetre d'uns 200-300 nm.
Envoltant el seu genoma, té una càpsida icosaèdrica que, alhora, està delimitada per una capa de proteïnes anomenada tegument. Recobrint externament aquest tegument, presenta una coberta icosaèdrica amb glicoproteïnes. D'aquesta manera, degut a la presència d'aquesta coberta lipoproteica, el virus és molt sensible a l'acció de dissolvents orgànics, de l'èter i del cloroform. A més, com tots els Herpesviridae, és termolàbil i sensible a pH extrems.
Al moment de la infecció, el virus es replica al nucli de la cèl·lula hoste i la temperatura òptima per a fer-ho és lleugerament inferior a la temperatura corporal normal. Aquest agent té un període d'incubació curt (entre 3 i 7 dies). Si bé és un virus que en el cas d'una infecció intradèrmica o subcutània afecta localment, en el cas d'una infecció intravenosa, produeix una infecció general.
Des del punt de vista cel·lular, l'HVB-2 té un comportament altament citopàtic, ja que, durant la seva replicació intranuclear, pot provocar la mort de la cèl·lula infectada per lisi cel·lular o hi pot formar corpuscles d'inclusió. Aquests corpuscles d'inclusió són eosinòfils perquè contenen proteïnes i àcid nucleic del virió.
Finalment, una característica essencial per a conèixer l'epidemiologia de la malaltia causada per aquest virus i saber com encarar el seu diagnòstic és que l'HVB-2 té capacitat de reactivar-se. Així doncs, quan aconsegueix entrar en contacte amb un hoste pot, o bé provocar els símptomes directament, o bé establir una infecció latent als ganglis nerviosos. En aquesta darrera situació, el virus romandrà viable però inactiu (infecció subclínica). Finalment, en un moment concret (ja sigui per febre, un canvi hormonal com per exemple durant la gestació, etc.) es reactivarà provocant una infecció aguda.

### Transmissió
L'HVB-2 és un virus que afecta a vertebrats, concretament als bòvids, i es pot transmetre de maneres molt diverses. En primer lloc, ho pot fer per via congènita, és a dir, de mares a fills durant la gestació. Quan la cria ja ha nascut i està en l'etapa lactant, si la mamitis persisteix i el vedell mama de la seva mare, aquest també es pot infectar (transmissió galactògena). Si té lloc aquest fet, al vedell li apareixeran petites vesícules al voltant del morro i, per secrecions mucoses podrà infectar altres animals. Per tant, també es pot concloure que aquest és un virus de transmissió per contacte directe, ja sigui perquè la mama infectada toca una altra superfície corporal, sempre que aquesta última tingui petites abrasions a la pell per on pugui entrar el virió; o bé per secrecions mucoses (en el cas dels vedells infectats) o genitals.
D'altra banda, aquest virus també pot transmetre's per fòmits, és a dir mitjançant materials o objectes inerts que entren en contacte amb el virus, el qual persisteix fins que un altre individu entra en contacte amb aquesta superfície contaminada. Un clar exemple és la infecció adquirida a les munyidores: una vaca amb mamitis es muny i, degut a una mala neteja i desinfecció de l'aparell, el virus queda a la superfície material (durant poc temps, ja que és un patogen intracel·lular obligat) i quan una altra vaca va a munyir-se, s'infecta. Finalment, l'agent també pot ser vectoritzat mecànicament per un insecte picador, en el qual el virus no es reprodueix.
Així doncs, l'HVB-2 és un virus de transmissió vertical i horitzontal directa i indirecta.

## Símptomes clínics
L'HVB-2 pot causar dues malalties ben diferenciades: una mastitis ulcerativa localitzada i una infecció benigne generalitzada de la pell anomenada pseudodermatosi nodular contagiosa (es tracta d'una malaltia similar a la dermatosis nodular contagiosa típica, altrament coneguda com a Lumpy Skin Disease "LSD" en anglès, i que difereix d'aquesta darrera per ser més lleu i de propagació més lenta dins l'organisme). El fet que determina que aparegui una malaltia o altra és la regió geogràfica on es troba del virus. D'aquesta manera, les infeccions generalitzades de la pell s'han descrit principalment en àrees tropicals i subtropicals, mentre que l'afectació a la glàndula mamària acostuma a aparèixer en bovins destinats a la producció intensiva de llet i carn en zones de clima moderat i fred.

### Mastitis ulverativa localitzada
Les lesions produïdes en l'afecció localitzada solen quedar restringides a nivell del braguer, on apareixen vesícules, zones eritematoses i edema. Aquestes vesícules plenes de líquid es trenquen 24 hores després de la seva aparició, alliberant un exsudat serós que acaba produint úlceres i, posteriorment, crosta i/o cicatrius. Als mugrons apareixen grans úlceres que poden arribar a distorsionar-ne el contorn.
Les dificultats que provoca el dolor generat per aquestes alteracions a l'hora de la munyida acaben conduint, finalment, a una reducció de la producció de llet. En els casos greus, també poden aparèixer úlceres circulars sobre la pell pròxima a la mama, així com al llavi, a les narius i al musell dels vedells lactants de mares afectades. En altres casos, dites lesions es poden estendre cap a la zona perineal i a la vulva, provocant l'aparició de vulvovaginitis.

### Pseudodermatosi nodular contagiosa
Les infeccions generalitzades produïdes per l'HVB-2 es caracteritzen per l'aparició d'un nombre variable de nòduls circulars, de consistència dura i amb una zona central deprimida a la pell de les zones del coll, l'espatlla, el dors i el perineu principalment. Aquests nòduls es curen en un període al voltant dels quinze dies sense deixar cicatrius. La pseudodermatosi nodular contagiosa es diferencia de la dermatosi nodular contagiosa perquè les lesions que apareixen només afecten a les capes superficials de la pell i no s'observa cap augment de la temperatura corporal durant la infecció.
No obstant, les infeccions subclíniques són freqüents degut a la capacitat del virus per produir infeccions latents i per tant, no tots els animals infectats per l'HVB-2 presenten símptomes clínics durant els brots.

## Diagnòstic
Abans de començar a establir el diagnòstic d'aquest virus, s'ha de tenir en compte que les lesions produïdes a la mama i al mugró es poden confondre amb afectacions produïdes per altres virus com, per exemple, el virus de la febre aftosa, el virus de l'estomatitis vesicular, el virus de la verola bovina, etc., ja que, entre altres símptomes, també produeixen lesions vesiculars o ulceratives.
Si les lesions es distribueixen per tot el cos i, per tant, l'animal pateix la pseudodermatosi nodular contagiosa, aquesta també s'ha de diferenciar de la dermatosi nodular contagiosa típica, la febre catarral maligna, l'esporotricosi, les picades d'insectes i de la urticària d'origen al·lèrgic.
En els casos on també es vegi afectada la mucosa oral dels vedells, és necessari diferenciar dites lesions de les que apareixen en malalties amb la mateixa localització.
Per aquest motiu, per poder diferenciar l'HVB-2 d'altres virus, és necessari conèixer la història clínica de l'animal i dur a terme una exploració física, a banda d'aplicar mètodes de diagnòstic com l'extracció de biòpsies, tests serològics i virològics.

### Diagnòstic de laboratori
La serologia, la detecció d'antígens del virus i l'aïllament viral són les tècniques més utilitzades per realitzar el diagnòstic de laboratori d'aquest virus i que, d'altra banda, permeten la seva caracterització morfològica i molecular.
Generalment, es parteix de mostres obtingudes de la zona de pell afectada mitjançant raspats o l'extracció de líquid vesicular.
Detecció antígens del virusLa tècnica immunodiagnòstica més utilitzada per detectar els antígens del virus és un test ELISA. Tot i això, altres tècniques com la immunofluorescència i la immunohistoquímica poden ser emprades amb la mateixa finalitat.
Aïllament víricS'ha d'incubar a 32 °C un mostra de teixit afectat i analitzar-lo sota un el microscopi electrònic per tal d'observar els efectes citopàtics característics d'aquest virus com la formació de sincitis i cossos d'inclusió en diferents compartiments cel·lulars, la infiltració cel·lular, etc. Aquesta tècnica permet diferenciar el virus d'altres que macroscòpicament produeixen lesions similars
SeroneutralitzacióLa neutralització del virus permet detectar la seroconversió, és a dir, determinar la presència d'anticossos en sang dirigits enfront a aquest agent.
Com que les lesions són similars a les produïdes per altres Herpesvirus, la neutralització s'haurà de fer amb un sèrum específic per l'HVB-2.

## Control i prevenció
Actualment no existeix cap vacuna que protegeixi enfront de l'HVB-2. Malgrat això, s'han fet estudis on es demostra l'eficàcia, fins i tot en vaques gestants, de l'administració del virus atenuat per via intramuscular.
Primer de tot, abans de saber quines mesures aplicar, cal determinar l'estat de la granja. Un cop fet el diagnòstic per saber si la malaltia està present o no a l'explotació, decidirem com actuar.
Per tal de prevenir l'aparició del virus, les úniques mesures existents són: la bioseguretat de les granges (desinfecció i desinsectació) que es pot realitzar amb a la introducció de depredadors, per fumigació o per irradiació dels mascles; mantenir una higiene adequada de la maquinària que es troba en contacte amb els animals infectats, i l'establiment d'un codi de maneig segur en què sigui implícita la desinfecció dels instruments utilitzats per a l'exploració dels animals. Finalment, s'haurà d'establir un control d'entrada i sortida de vehicles, persones i animals de l'explotació per tal de disminuir els riscs d'entrada del virus a la granja.
En el cas d'una endèmia, és a dir, quan la malaltia ja està present a l'explotació, cal seguir un protocol estricte per controlar-la i evitar que el virus es dissemini per tota la granja i més enllà de l'explotació. Per tal d'evitar contagis, s'estableix una quarantena dels animals afectats que consisteix a aïllar-los en naus diferents a les dels sans. A més, el control de la malaltia també requerirà una desinfecció i cura dels braguers amb antisèptics tòpics. Finalment, també s'hauran de prendre mesures de maneig segures. Així, per exemple, tant el personal de la granja com els veterinaris hauran de tenir molta cura a l'hora d'entrar en contacte amb animals infectats: hauran de desinfectar el material utilitzat per l'exploració d'aquests animals per tal d'evitar la transmissió iatrogènica cap a animals sans, i vigilar altres possibles materials o instruments que puguin actuar com a fòmits (xeringues, botes,..). A més, un cop establerta la quarantena, és recomanable que primer es visitin els animals aparentment sans i, posteriorment, quan ja no s'ha de tornar a aquestes naus, anar a visitar els animals en quarantena per tal d'evitar un flux del virus d'una nau a altres. Un cop s'hagi visitat a tots els animals, pot ser obligatòria una dutxa del veterinari o del personal de la granja.